# Пан'європейська екологічна мережа
Ідею Європейської екомережі, або "EECONET" (European Ecological Network — Європейська екологічна мережа), вперше запропонував колектив нідерландських дослідників у 1993 році на конференції в Маастрихт. Вона органічно увійшла до Пан’європейської стратегії збереження біологічного та ландшафтного різноманіття, схваленої на конференції міністрів охорони навколишнього середовища 55 європейських країн у Маастрихті. Софія, що проходила в жовтні 1995 року.
У Всеєвропейській стратегії збереження біорізноманіття (1996–1999 р.) було передбачено розробити програму створення Пан’європейської екологічної мережі, яка включатиме розробку фізичної мережі природних ядер (core areas), екологічних коридорів і буферних зон.
- збереження всього комплексу екосистема, середовищ існування, вид і їх генетичного різноманіття, а також ландшафт європейського значення;
- забезпечення достатньої "просторовості" природних середовищ для збереження видів;
- забезпечення умов для розселення та міграції видів;
- забезпечення відновлення компонентів ключових екосистем, які зазнали руйнування;
- захист систем від потенційних негативних факторів.

Правовими принципами для визначення природних ядер європейського значення є: програма «НАТУРА-2000", в рамках директив Європейського Союзу з охорони птахів і збереження ареалів; Бернська, Боннський і Рамсарська Конвенція; біогенетичні Резервати і деякі Природоохоронні території, які удостоєні Європейського диплома. Обидві групи категорій визначаються згідно з встановленими критеріями у відповідних резолюціях Ради Європи (готуються відповідні заявки, які розглядаються і по ним приймається спеціальне рішення в Раді Європи).